# Rose Tattoo

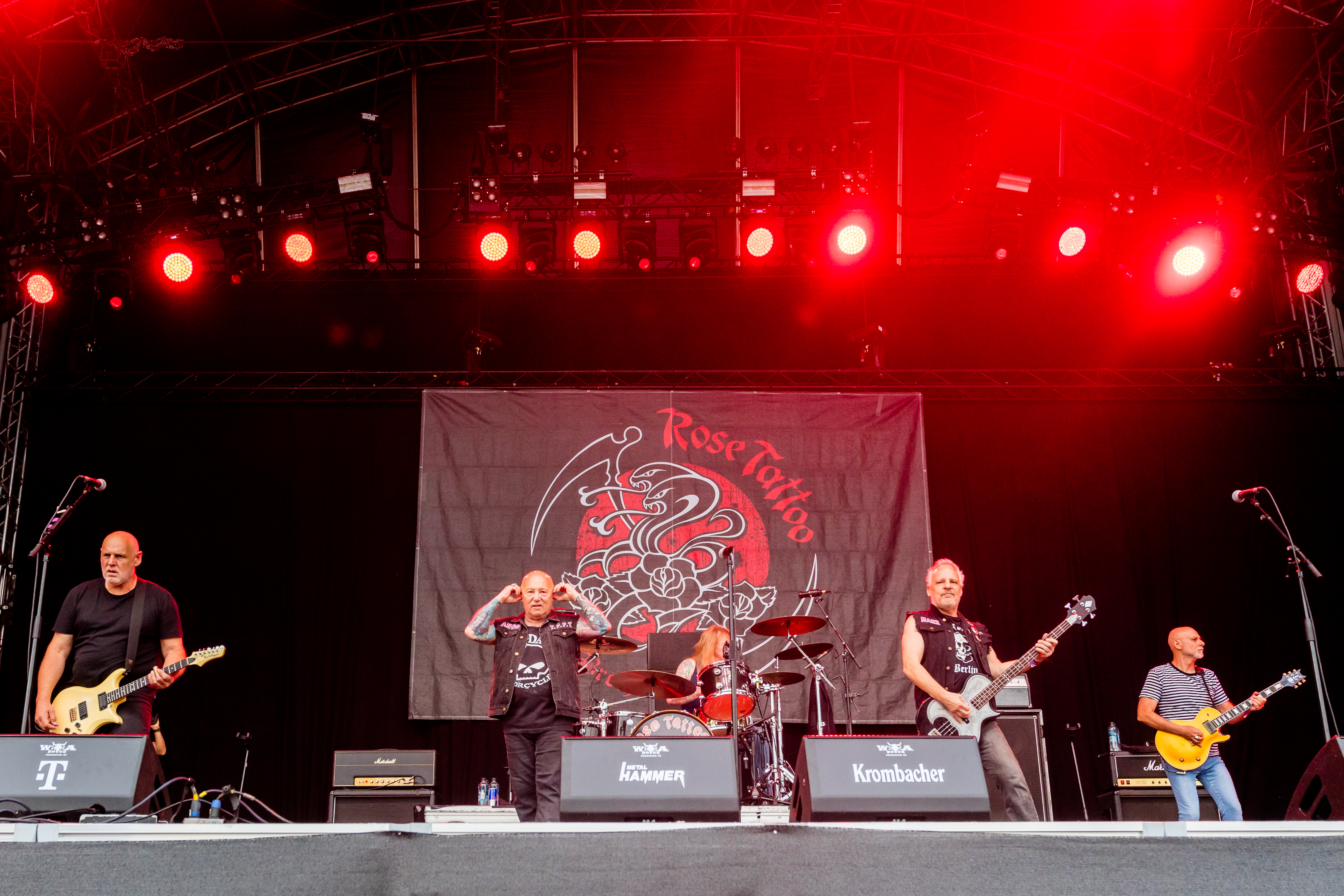
Rose Tattoo in 2022

Rose Tattoo is een Australische rockband.
Zanger Angry Anderson en slidegitarist Pete Wells (eigenlijk Peter Wells) zijn de bekendste bandleden. De band werd eind 1976 door Anderson en bassist Geordie Leach opgericht en hun albums werden geproduceerd door het duo Harry Vanda & George Young. Net als AC/DC gaf Rose Tattoo het eerste concert in de Chequers Club in Sydney. De groep valt op door het schelle slidegitaarwerk van Wells dat een prominente plaats in hun muziek inneemt. "We Can't Be Beaten", "Scarred for Life", "Nice Boys (don't play Rock & Roll)" and "Bad Boy for Love" zijn enkele van hun bekendste nummers. Samen met AC/DC en The Angels -die buiten Australië overigens Angel City heten- waren het de grondleggers van de Australische Rockscene die in de jaren zeventig ontstond.
Begin jaren tachtig stond de band op het befaamde Reading Festival in Engeland. De groep wisselde diverse keren van bezetting. Wells en drummer Dallas Royall vertrokken in 1983 en in 1984 speelde de gitarist John Meyer in de 'Tatts', zoals de groep ook wel genoemd wordt. Muzikaal ontwikkelde Rose Tattoo met elk volgend album een meer mainstream sound en de teksten werden meer maatschappelijk bewust. Uiteindelijk ging de band rond 1987 uit elkaar.
Anderson scoorde rond die tijd een solohit met het nummer 'Suddenly', dat zelfs in de Australische serie 'Neighbours' werd gebruikt.
In de jaren 90 kwam de band diverse keren bijeen voor concerten maar pas rond 2000 kreeg dat een definitief vervolg. De band toerde toen o.a. door Duitsland en gaf ook concerten in Nederland. In 2002 kwam een nieuw album uit, getiteld 'Pain'. 
Pete Wells stierf in 2006 na een lang gevecht tegen kanker. Als vervanger werd Dai Pritchard aangetrokken. In 2007 kwam hun meest recente cd, Blood Brothers geheten, uit.
Ondertussen is een groot deel van de voormalige bandleden overleden.

## Trivia
- Guns 'n Roses heeft het nummer "Nice Boys (don't play Rock & Roll)" ooit gecoverd.
- Bon Scott en Angus Young van AC/DC zouden Rose Tattoo onder de aandacht hebben gebracht van het producersduo Vanda/Young.
- Lange tijd was het voor een toetredend bandlid verplicht een speciaal ontworpen tatoeage te laten aanbrengen. Onbekend is of deze voorwaarde altijd is blijven gelden.

## Bandleden
- Angry Anderson (zang)
- Dai Pritchard (slidegitaar)
- John Wattson (drums)
- Bob Spencer (gitaar)
- Mark Evans (bas)

Voormalige bandleden:
- Geordie Leach (bas)
- Robin Riley (gitaar)
- Paul DeMarco (drums)
- Mick Cocks (gitaar) (overleden in 2009)
- Lobby Lloyde (gitaar/bas) (overleden in 2007)
- Pete Wells: (slidegitaar) (overleden in 2006)
- Dallas 'Digger' Royall (drums) (overleden in 1991)
- John Meyer (gitaar)
- Scott Johnston (drums)
- Tim Gaze (gitaar)
- Ian Rilen (gitaar) (overleden in 2006)
- Neil Smith (basgitaar) (overleden in 2013)[1]

## Discografie
- Rose Tattoo (1978)
- Assault & Battery (1981)
- Scarred for Life (1982)
- Southern Stars (1984)
- Beats From A Single Drum (1986)
- Nice Boys Don't Play Rock N Roll (1992)
- Angry Metal (1993)
- Never Too Loud  (1997) 2CD
- 25 to Life (2000) Live 2CD
- Pain (2002)
- Best of Rose Tattoo (2005)
- Blood Brothers (2007)